# Prince George
Prince George är en stad i provinsen British Columbia i Kanada. Staden är belägen i inlandet och invånarantalet uppgick 2011 till 71 974 personer.

### Fotnoter
1. ↑  ”Census Profile” (på engelska). Statistics Canada. 13 mars 2011. http://www12.statcan.gc.ca/census-recensement/2011/dp-pd/prof/details/page.cfm?Lang=E&Geo1=CSD&Code1=5953023&Geo2=CD&Code2=5953&Data=Count&SearchText=Prince%20George&SearchType=Contains&SearchPR=01&B1=All&Custom=&TABID=1. Läst 1 februari 2014.